# Дителсхајм-Хеслох
Дителсхајм-Хеслох (њем. Dittelsheim-Heßloch) општина је у њемачкој савезној држави Рајна-Палатинат. Једно је од 69 општинских средишта округа Алцеј-Вормс. Према процјени из 2010. у општини је живјело 2.192 становника. Посједује регионалну шифру (AGS) 7331015.

## Географски и демографски подаци
Дителсхајм-Хеслох се налази у савезној држави Рајна-Палатинат у округу Алцеј-Вормс. Општина се налази на надморској висини од 170 метара. Површина општине износи 13,8 km². У самом мјесту је, према процјени из 2010. године, живјело 2.192 становника. Просјечна густина становништва износи 158 становника/km².